# 236 (tal)
236 är det naturliga talet som följer 235 och som följs av 237.

## Inom vetenskapen
- 236 Honoria, en asteroid.

## Inom matematiken
- 236 är ett jämnt tal.
- 236 är ett Ulamtal.
- 236 är ett Pentanaccital.